# Người Áo
Người Áo (tiếng Đức: Österreicher) là một dân tộc, bao gồm tất cả những công dân chính thức của nước Áo, những người cùng chung cả một cội nguồn và nền văn hoá..

## Lịch sử
Áo là một quốc gia có lịch sử độc lập từ Đức. Vì vậy, tổ tiên người Áo chính là người Đức.

## Văn hóa
Nền văn hóa của Áo đã chịu nhiều ảnh hưởng từ các quốc gia lân cận như Đức, Ý, Hungary, Bohemia,...

## Âm nhạc
Thủ đô Viên của Áo từ lâu đã là một trung tâm quan trọng về âm nhạc cách tân. Các nhà soạn nhạc thế kỷ 18 và 19 đã đổ về đây thông qua sự bảo trợ của dòng họ Habsburg và biến Viên thành kinh đô âm nhạc cổ điển của châu Âu. Wolfgang Amadeus Mozart và Johann Strauss, Jr. và nhiều soạn giả vĩ đại khác đã từng đặt chân tới thành phố. Trong suốt thời kỳ văn hóa Baroque, các loại hình văn hóa dân gian của người Slav và người Hungary đã để lại ảnh hưởng lên âm nhạc Áo.

## Văn học
Vốn là mảnh đất của nghệ thuật, Áo đã sản sinh ra nhiều những nhà văn, nhà thơ và tiểu thuyết gia vĩ đại. Đây là quê hương của những tiểu thuyết gia như Arthur Schnitzler, Stefan Zweig, Thomas Bernhard, Robert Musil, và các nhà thơ Georg Trakl, Franz Werfel, Franz Grillparzer, Rainer Maria Rilke, Adalbert Stifter. Các nhà soạn kịch và tiểu thuyết gia đương thời của Áo có Elfriede Jelinek và Peter Handke. Các nhà triết học có Ludwig Wittgenstein và Karl Popper.